# 羅爾布倫格拉本河
49°55′09″N 9°35′45″E / 49.919259°N 9.595933°E

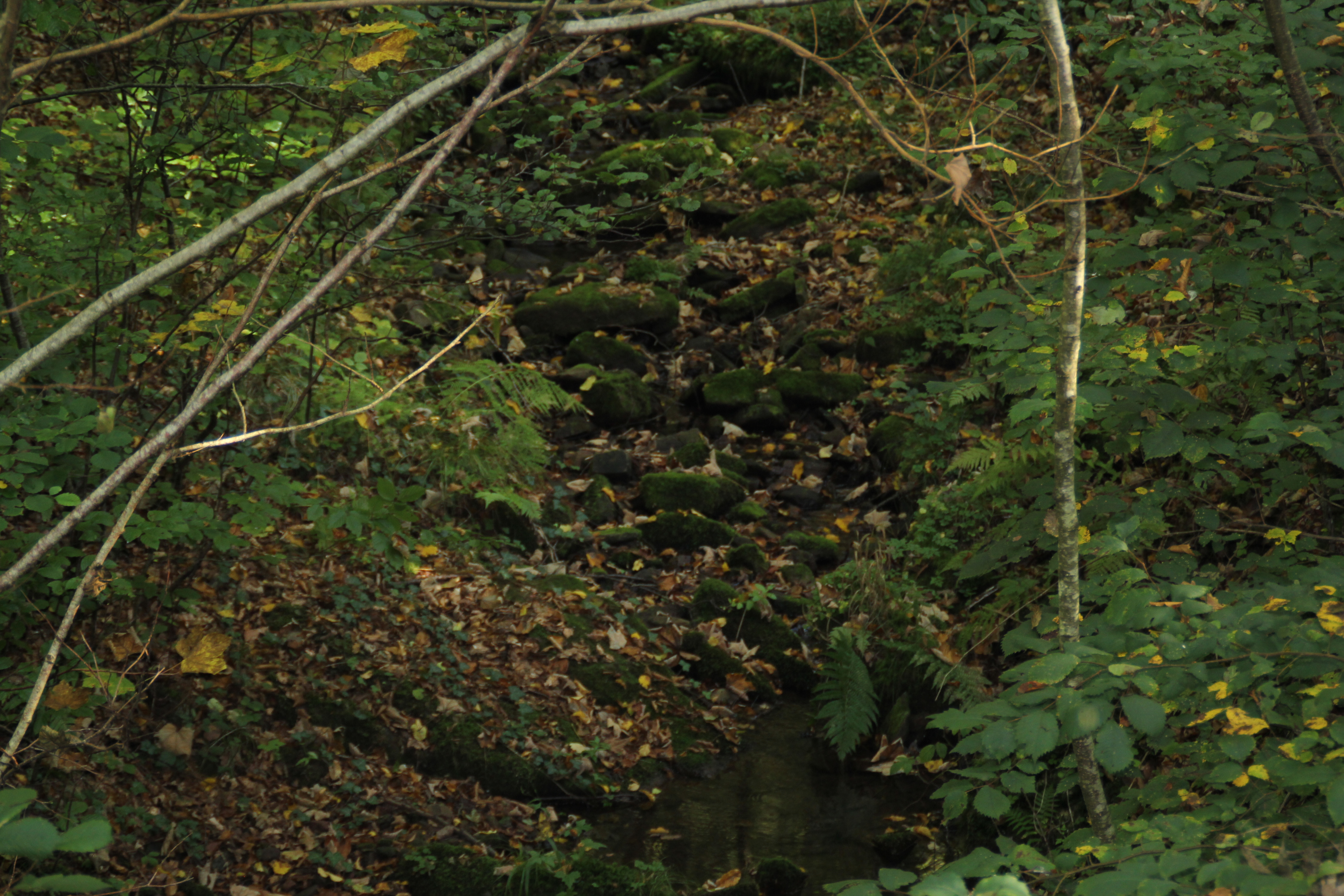

羅爾布倫格拉本河是德國的河流，位於該國東南部，由巴伐利亞負責管轄，屬於克雷布斯巴赫河的右支流，河道全長2公里，發源自羅登以北。